# Винная бутылка

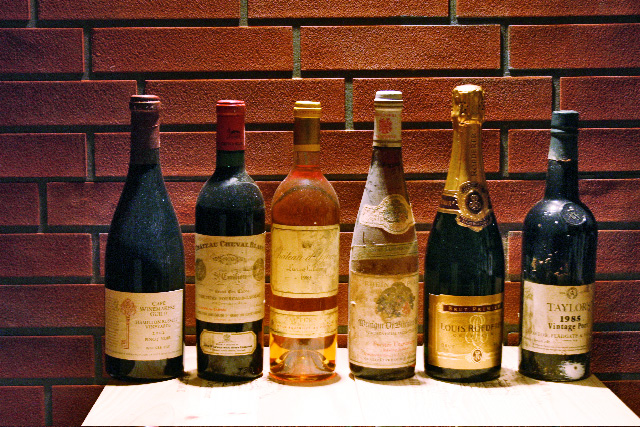
Бутылки ёмкостью 0,75 литра: бургундская, бордосская (с красным и белым вином), ронская, под шампанское, английская

Ви́нная буты́лка (от фр. bouteille) — бутылка для хранения вина. Помимо функции сохранности вина при хранении и транспортировке, винная бутылка в ряде случаев является одним из звеньев технологического процесса изготовления вина, так как многие вина ферментируются и выдерживаются в бутылке. Важную роль в процессе производства шампанских и других игристых вин играют специальные толстостенные бутылки. Традиционно укупорка вина в бутылке производится пробкой из коры пробкового дуба, но в настоящее время также широко используются пробки из металла и синтетических материалов.
В ходе истории производства и развития технологии формы и размеры винных бутылок многократно менялись. Одним из сохранившихся реликтов ранних образцов формы и размера винных бутылок является традиционная бутылка для кьянти — фьяско. К настоящему времени сложилось несколько общепринятых форм и типоразмеров винных бутылок. Наиболее распространены следующие типы бутылок, названные по винодельческим регионам, в которых они сформировались: бордосская, бургундская, ронская (рейнская). Английская бутылка, используемая для креплёных вин из Испании и Португалии, получила наименование не по месту изготовления продукта, а по региону его основного потребления. Особенности технологического процесса и физических свойств напитка обусловили особенности бутылок под шампанские и игристые вина.
Основной размер винных бутылок — 0,75 литра, но используются также как меньшие размеры — пикколо (0,187 литра), половинная (0,375 литра) и пол-литровая, так и большие, наиболее применяемый — магнум (1,5 литра).

## История

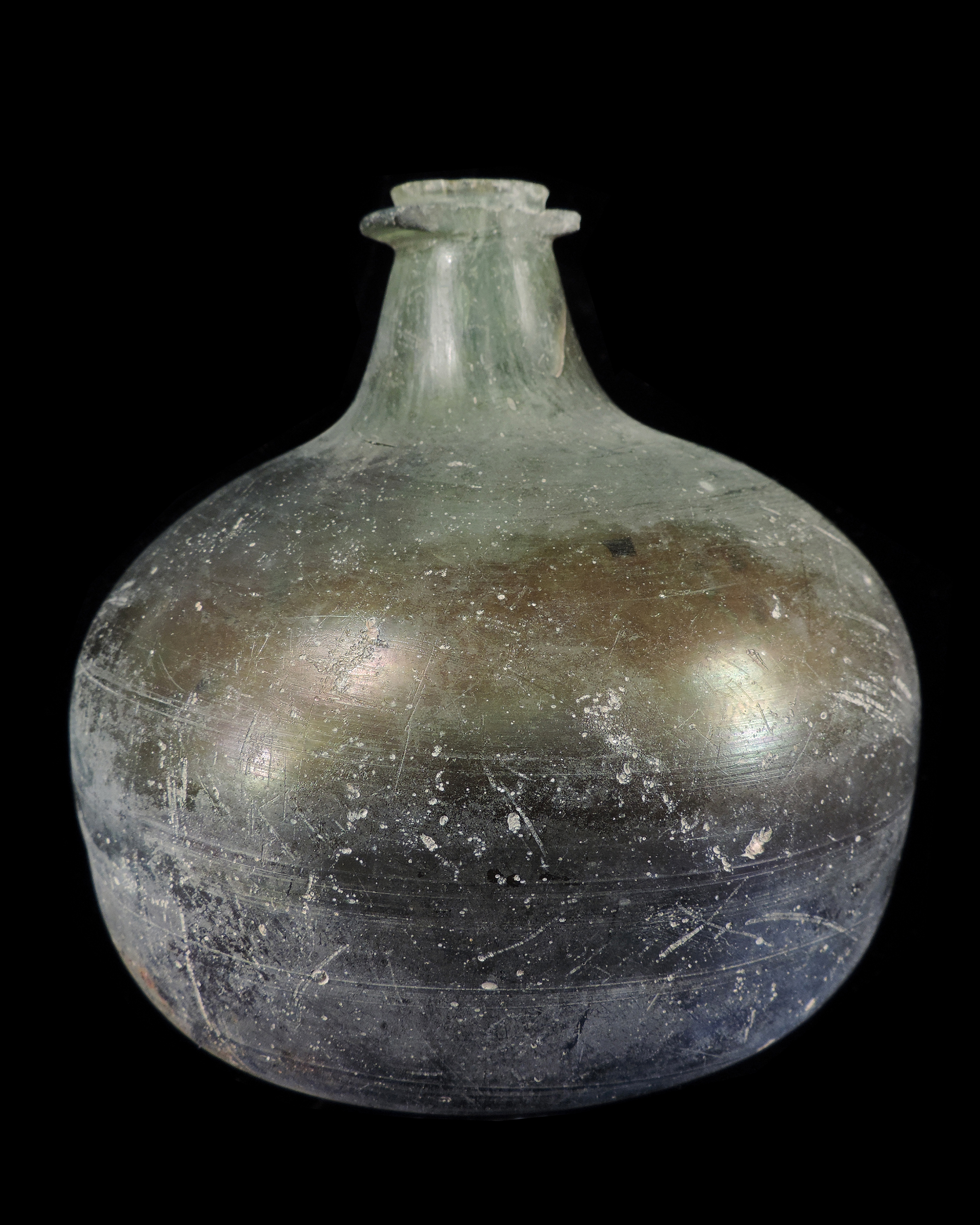
Бутылка второй половины XVII века

Виноделие, известное с античных времён, долгое время обходилось без мелкой и герметично закрывающейся тары. Для хранения и транспортировки вина предназначались кожаные бурдюки, глиняные сосуды, в том числе знаменитые грузинские квеври и греческие и римские амфоры, постепенно заменённые деревянными бочками. До конца XVII века бутылки, если и использовались для вина — то только для подачи на стол, наряду с кувшинами. Для хранения и транспортировки вина использовались бочки. С конца XVII века для этих целей начали использоваться бутылки с пробками. Изобретение пробок из коры пробкового дуба приписывается монаху Пьеру Периньону.
Технология изготовления стекла была известна с античных времён, однако производительность и стоимость производства стеклянной тары долгое время не могли удовлетворить потребности виноделов, для которых изготовление стеклянных бутылок ручной работы было непозволительной роскошью. Ситуация кардинально изменилась с внедрением угольных печей во второй половине XVII века. Себестоимость производства стекла стала стремительно снижаться. Повышенная теплотворность новых угольных печей привела к разработке рецептов новых типов стекла, в частности прочного тёмно-зелёного стекла. В течение XVII—XVIII веков себестоимость стеклянных сосудов, в частности бутылок, постоянно снижалась, в то время как стоимость аналогичных керамических сосудов оставалась практически неизменной. Кроме того, стеклянные сосуды оказались прочнее керамических, что было критично для транспортировки продукции виноделов. К концу XVII столетия только в Англии работало 42 завода с годовой производительностью в 3 миллиона бутылок, а английские технологии изготовления тёмно-зелёного стекла стали активно осваивать и в континентальной Европе. К середине XVIII века ассортимент разнообразных форм и размеров производимых сосудов, в том числе бутылок для вина, значительно расширился. Рекламное объявление 1762 года завода в Саутуарке гласило: «Лучшие бутылки для вина всех размеров, лучшие бутылки для шампанского, лучшие бутылки для скотча, галлоные бутыли для флота, пинты, кварты и горшочки под табак, горчицу и фруктовые заготовки для кондитеров…».
Самые первые бутылки выдувались и формовались стеклодувами только при помощи собственных лёгких и рук, позднее появились каменные формовочные столы. Качество продукции было нестабильным, как и форма и толщина стенок. Постепенно со временем формы стеклянных сосудов менялись от простых шаровидных с горлышком к луковицам, «колотушкам». В современной археологии даже используется метод датировки находок по форме обломков найденных стеклянных бутылок. Первые винные стеклянные бутыли имели форму луковиц со сферическим и, позднее, приплюснутым или вогнутым внутрь дном — пунтом. Современным образцом подобной продукции являются традиционные фьяски, в которые разливается кьянти. Для снижения боя хрупкой продукции, а также для устойчивости в вертикальном положении, бутыли оплетали кожей, лыком, лозой или соломой. В XX веке процесс оплетения лозой или соломой потерял своё значение в связи с повышением прочности стекла и удешевлением процесса производства бутылок и стал много дороже себестоимости бутылки (к началу XX века на производстве бутылок для кьянти были заняты тысяча стеклодувов и 30 тысяч плетельщиц), сохраняется лишь в качестве элемента традиции местных сортов вина, в частности — кьянти.

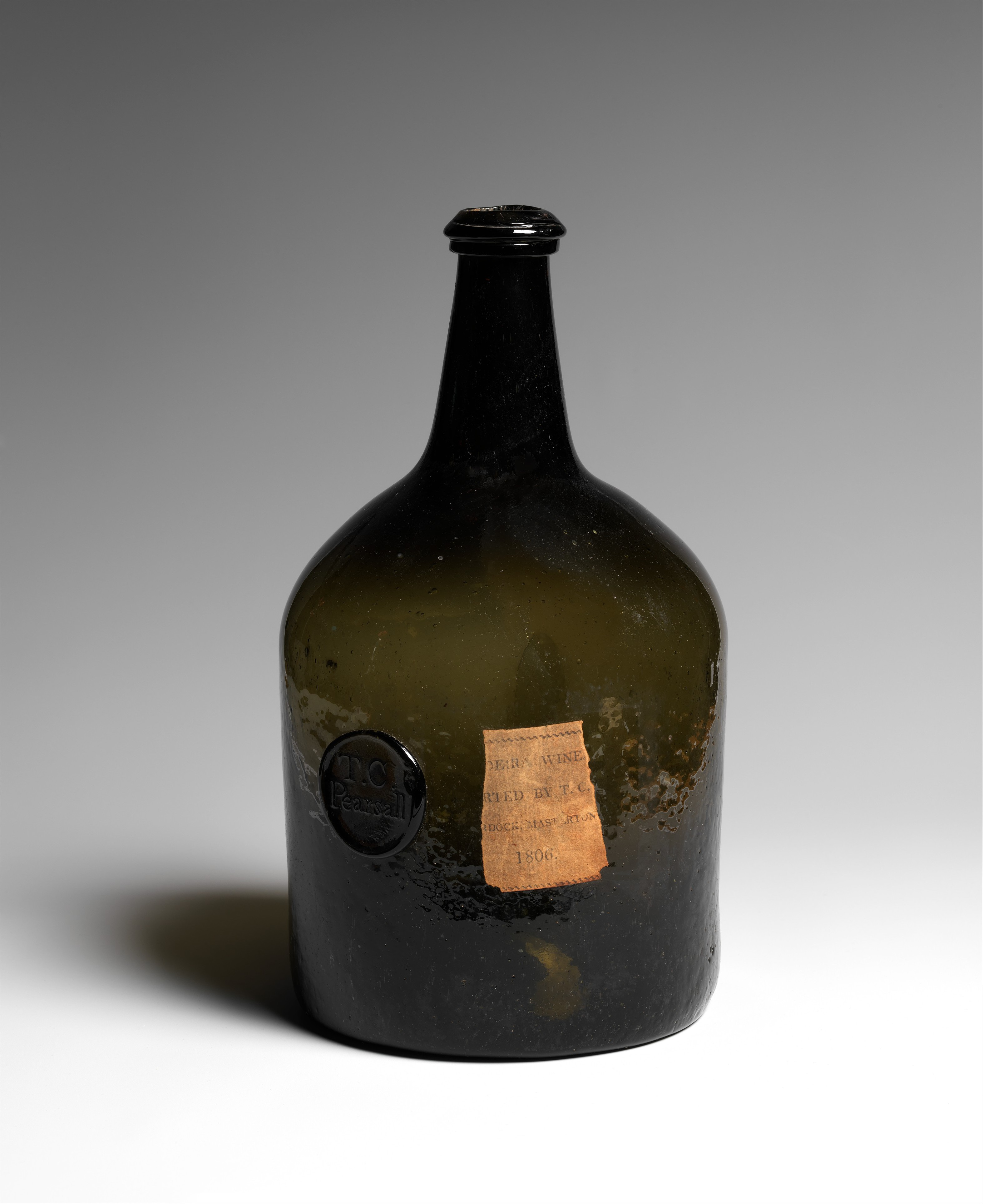
Винная бутылка начала XIX века

С переходом от кустарного стеклодувного производства к промышленному возникла возможность стабилизации размеров и формы бутылок от партии к партии. К середине XVIII века форма бутылок претерпела значительные изменения, переходя от первоначальных шарообразных образцов к цилиндрическим. Стеклодувы начали использовать неразборные формы, такие как цилиндрические или в виде обратного конуса. Конец стеклодувной трубки с заготовкой помещался внутрь формы, где выдуваемая бутылка принимала заданную форму, а затем извлекалась по мере остывания. Этот метод производства сохранялся вплоть до середины XIX века. Однако уже к концу XVIII века появились первые разъёмные двухчастные формы. В 1821 году Генри Рикеттс запатентовал трёхчастную форму для бутылок, которая позволяла усложнить конструкцию плеч и горлышка. Формирование ободка горлышка оставалось отдельной операцией, выполняемой сначала вручную, а затем с помощью специальных щипцов. Кроме того, формы Рикеттса позволяли наносить на поверхность бутылок надписи и клейма производителей вина. Объём бутылок оставался нестабильным, поскольку процесс захвата порции расплавленного стекла по-прежнему осуществлялся стеклодувом вручную.
Внедрение разъёмных форм значительно повысило производительность стеклодувов и стандартизацию форм и размеров бутылок. Однако ограничивающими факторами оставались использование лёгких стеклодува для выдувания стекла и ручная финишная формовка отдельных деталей бутылки. Общее развитие машиностроения к концу XIX века способствовало устранению этих рудиментов кустарного производства. С 1880-х годов началось внедрение машин, устранивших участие человека в дозировке расплавленной стекольной массы и подаче сжатого воздуха для формирования бутылки. С совершенствованием машин и целых производственных линий необходимость в квалифицированном труде постепенно исчезла. Это позволило не только удовлетворять любые запросы виноделов по форме и внешнему оформлению бутылок, но и сделало цену бутылки незначительным фактором для винодельческих хозяйств и индивидуальных производителей вина.
Широкое внедрение стеклянных бутылок оказало значительное влияние на виноделие в целом. Ключевыми факторами стали химическая нейтральность стекла, его практически полная непроницаемость и прочность. Именно появление стеклянных бутылок стало решающим фактором в развитии таких направлений виноделия, как шампанские и другие игристые вина. Изначально вина Шампани были обычными «тихими» белыми винами. Однако особые климатические условия региона, такие как холодные зимы, часто приводили к приостановке процесса брожения, в результате чего в бочках оставались повышенное содержание сахара и спящие дрожжи. Предпродажный разлив шампанских вин по бутылкам приводил к повторному запуску брожения, и если бутылка была достаточно герметично закрыта пробкой, это способствовало увеличению количества растворённого в вине углекислого газа. Игристость вина, первоначально считавшаяся недостатком, неожиданно понравилась потребителям. Виноделы начали экспериментировать с намеренным добавлением сахара в вино перед разливом в бутылки, и количество виноделен, специализирующихся на производстве игристых вин в Шампани, росло. Потери товара из-за взрывающихся непрочных бутылок могли достигать 90%, но со временем прочное английское стекло и постоянные эксперименты с толщиной и формой бутылок помогли справиться с этой проблемой.
Внедрение стеклянных бутылок также привело к экспериментам с дополнительной выдержкой вина, уже разлитого по бутылкам. Принципиальное отличие выдержки в бутылках от процессов выдержки в деревянных бочках или глиняных сосудах заключается в отсутствии взаимодействия вина с материалом сосуда и доступа кислорода. Основным результатом хранения в бутылках стало уменьшение терпкости и горечи, улучшение аромата и более светлый и устойчивый цвет вина. Это связано с серией сложных химических изменений компонентов вина при минимизированном доступе кислорода в бутылку. В ходе многолетних экспериментов было выяснено, что от выдержки в бутылках выигрывают лишь красные вина бордоского типа и очень немногие белые вина. Опыт виноделов показал, что долгое хранение бутылок с вином в вертикальном положении приводило к усыханию пробки и нарушению герметичности, что, в свою очередь, приводило к порче вина (увеличению кислотности вплоть до перехода в уксус). Во избежание этого бутылки стали хранить на полках в горизонтальном положении, что вызвало запрос на более строгие цилиндрические формы и меньший диаметр бутылок.

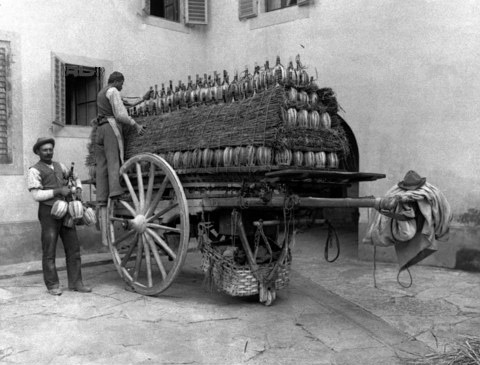
Подготовка к перевозке кьянти, разлитого во фьяски
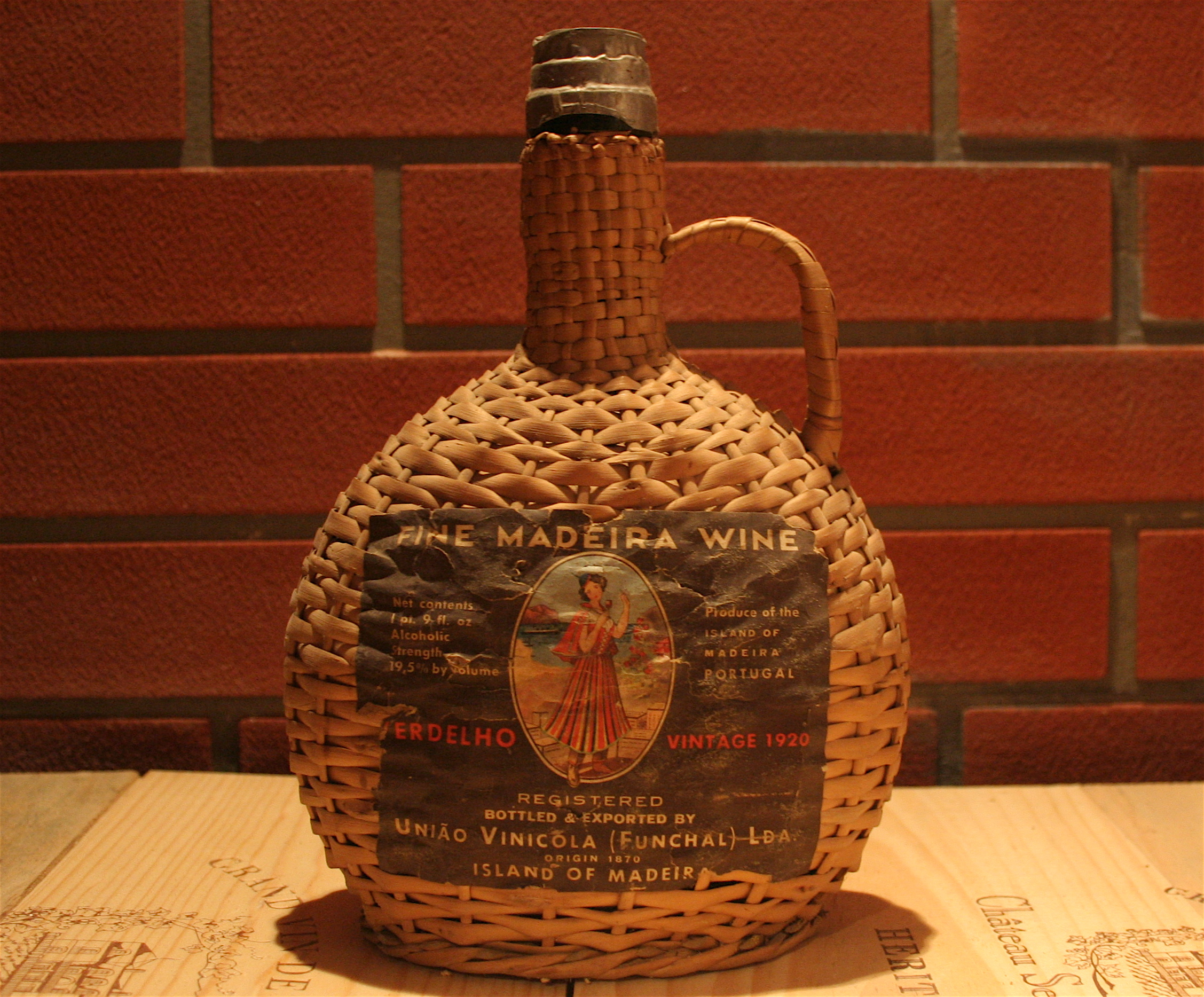
Образец мадеры 1920-х годов
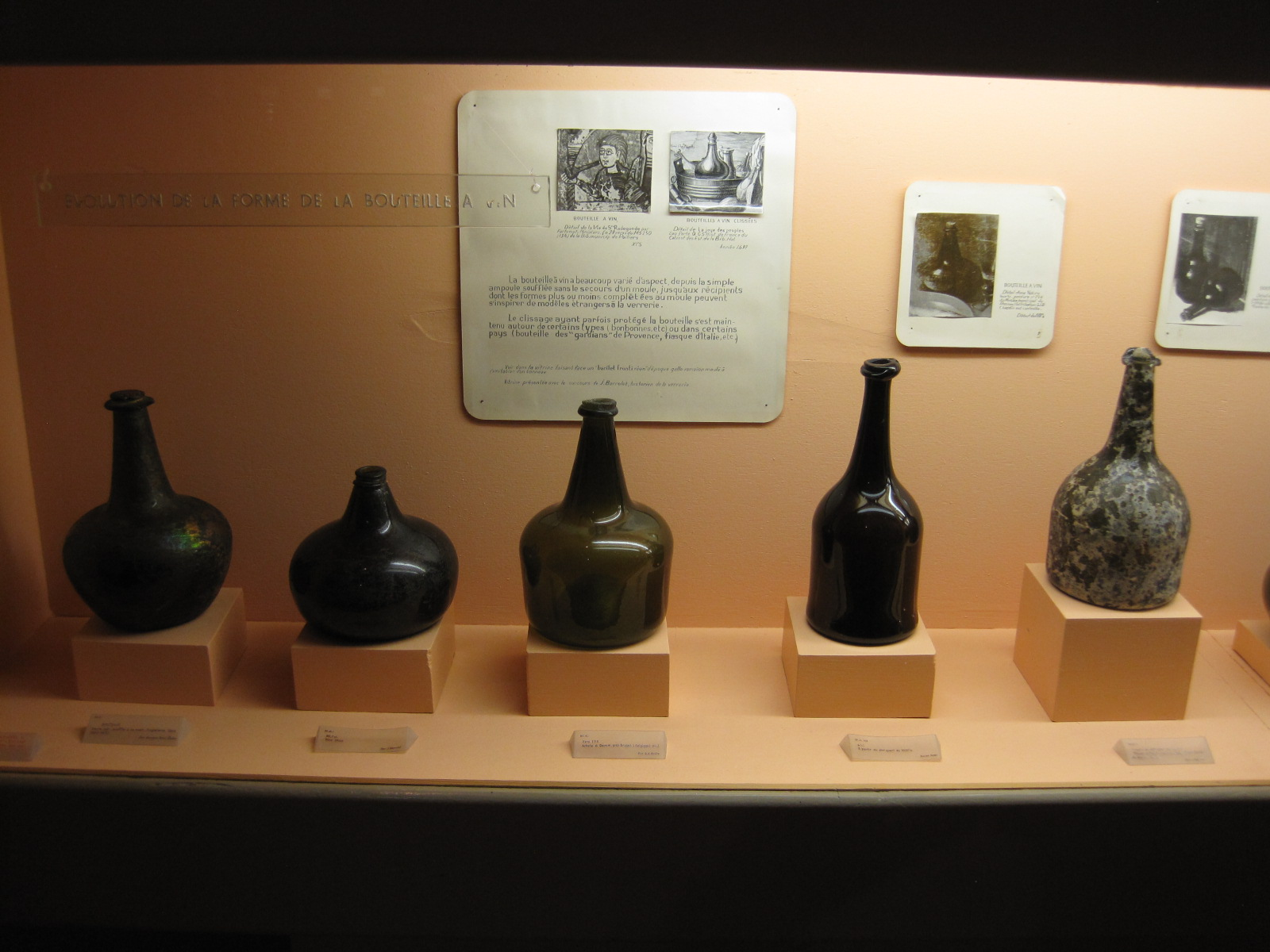
Эволюция винных бутылок в музее в Бургундии
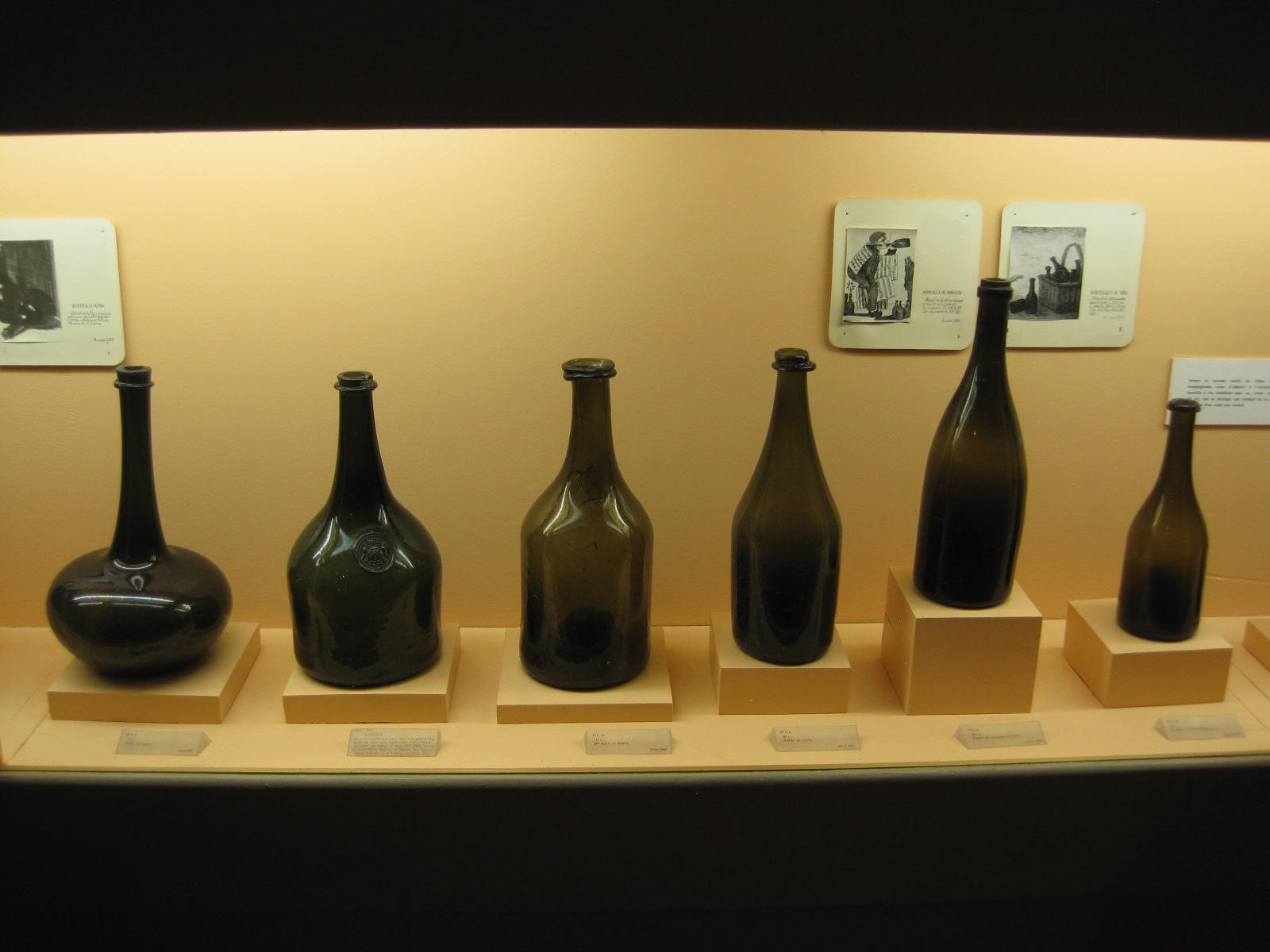
Эволюция винных бутылок в музее в Бургундии
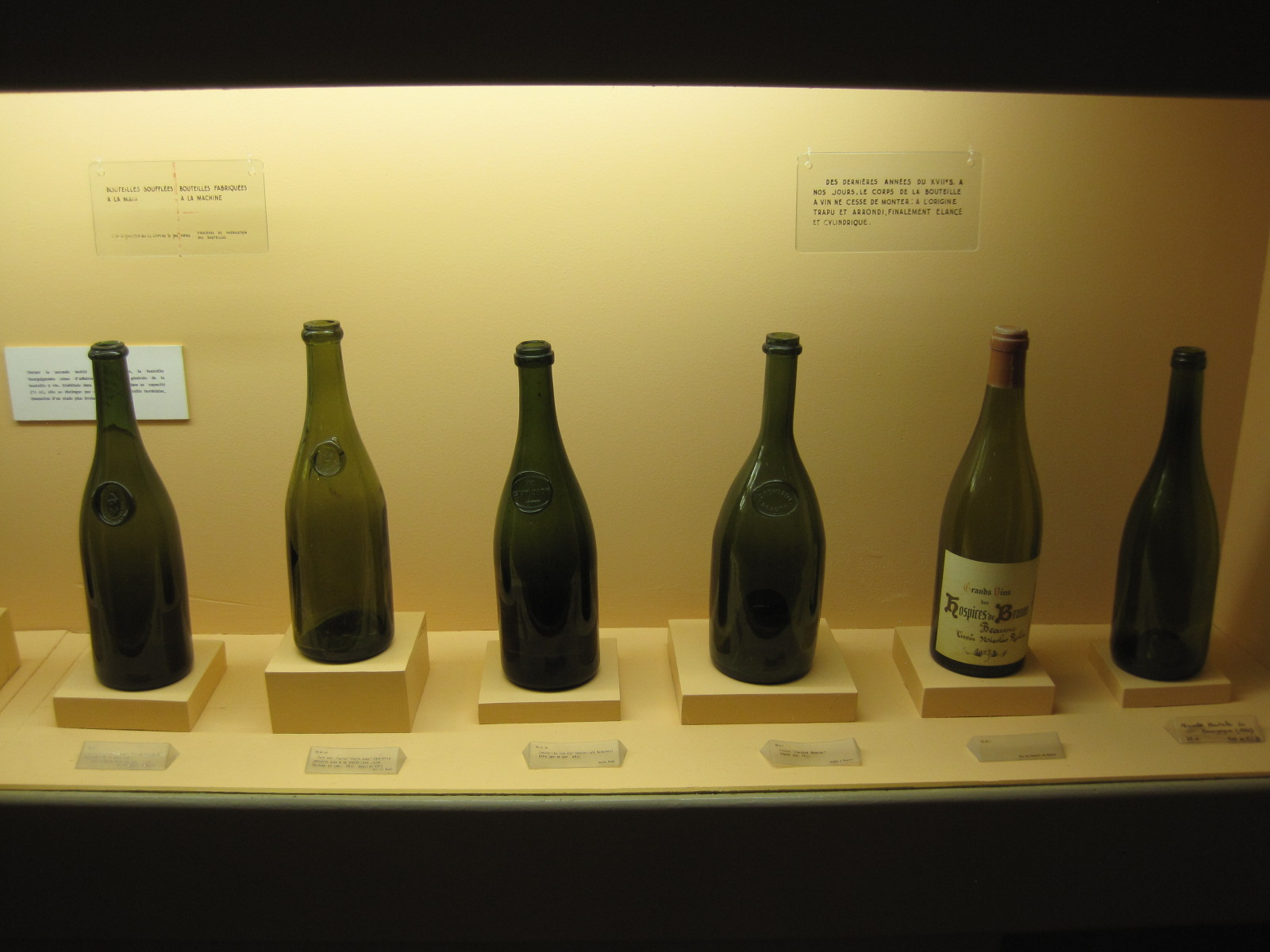
Бургундский тип бутылки
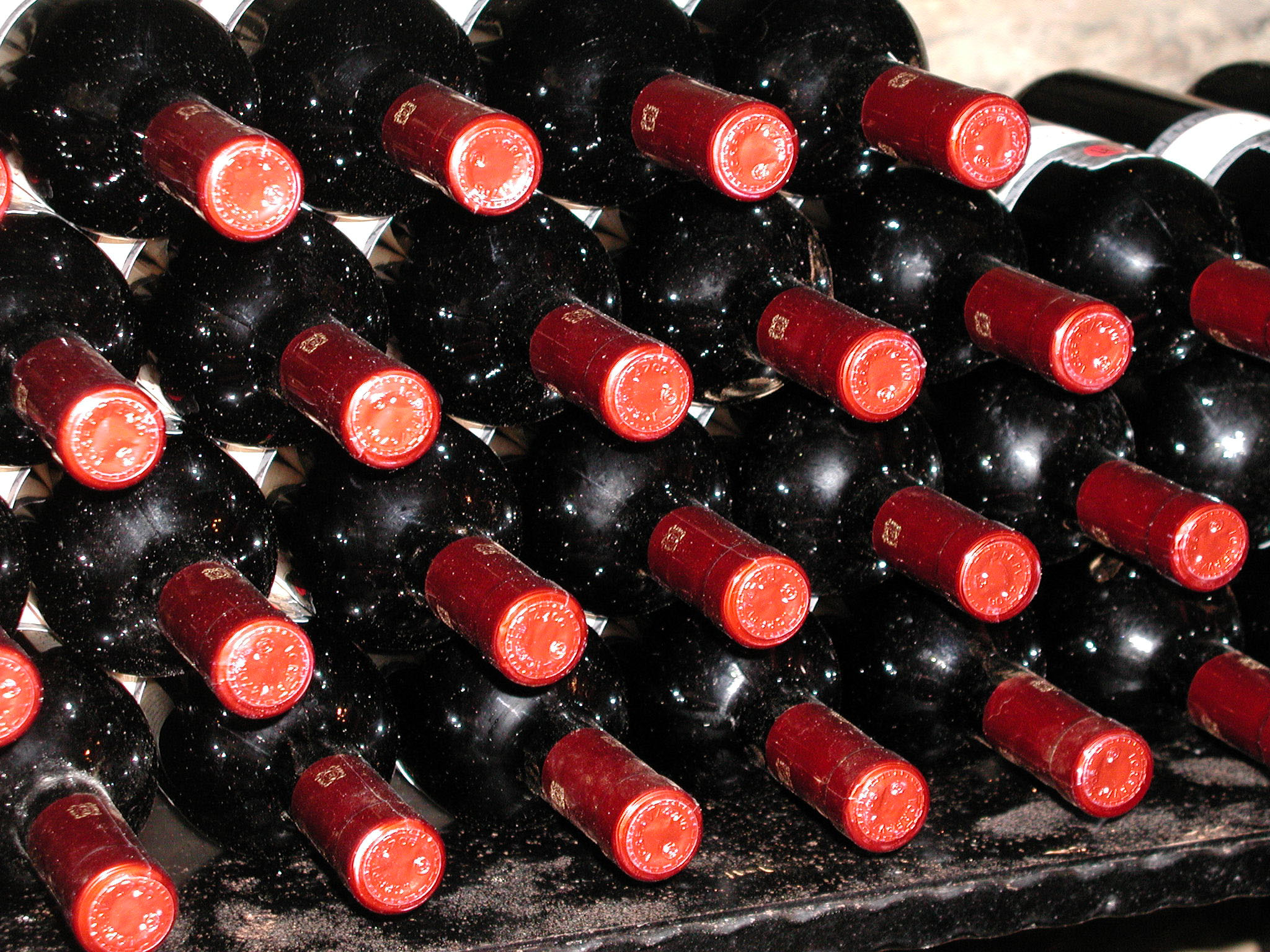
Выдержка вина в бутылках

## Детали винной бутылки

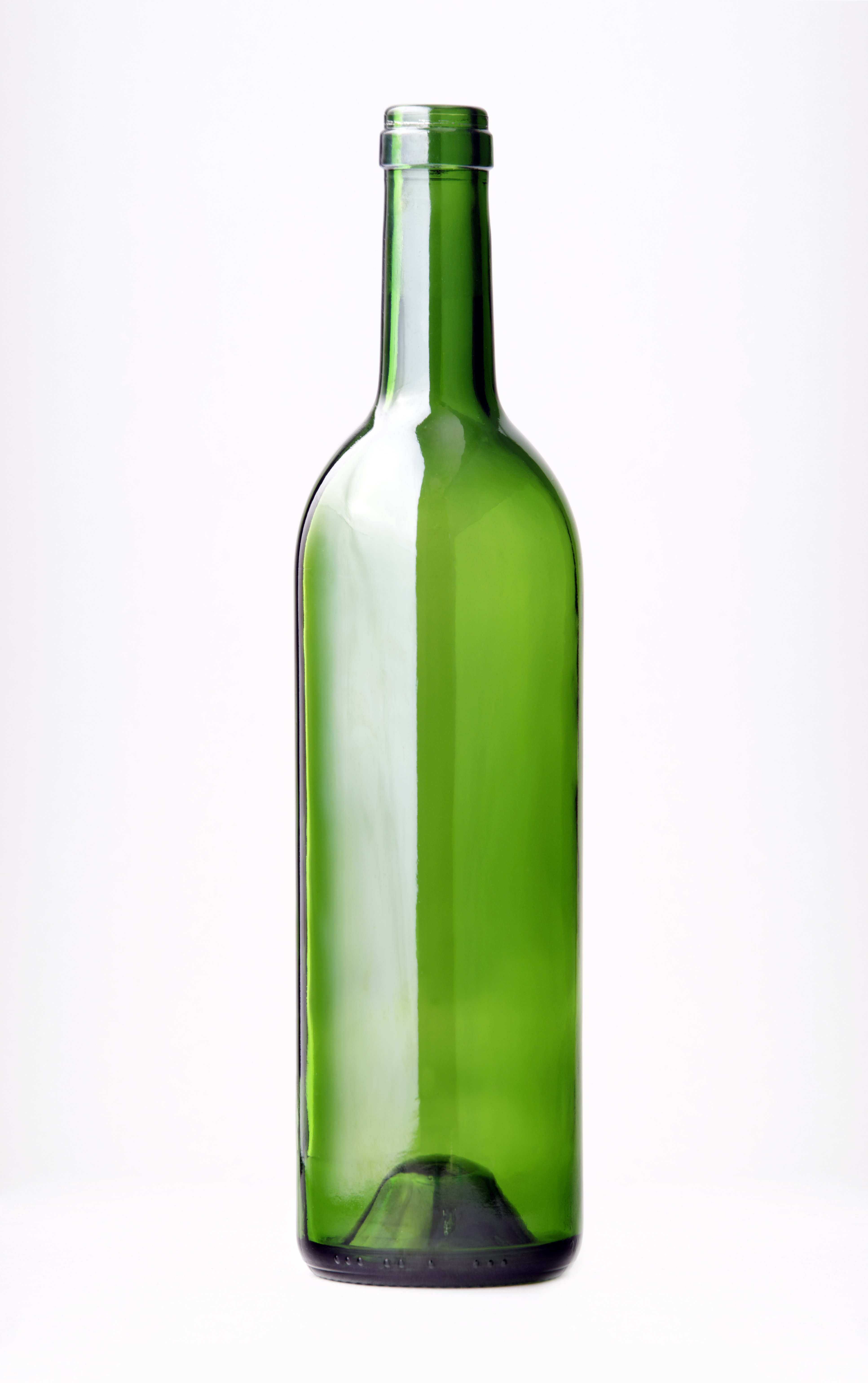
Бутылка бордосского типа

Анатомия винной бутылки включает несколько ключевых элементов: тело — основную цилиндрическую часть бутылки, дно с пунтом — углублением в дне, плечи, горлышко и венчик, завершающий горлышко. Для тихих вин традиционные пробки, изготовленные из коры пробкового дуба или полимерных материалов, полностью утопают в цилиндрической части горлышка бутылки и покрываются сверху капсулой из фольги или термоусадочного полимера. В случае использования винтовых композиционных пробок, венчик горлышка бутылки оснащается резьбой, а поверх винтовой пробки также может применяться термоусадочная капсула.
Происхождение пунта на донышке бутылки имеет несколько объяснений, ни одно из которых не является строго научным. Среди возможных причин наличия пунта выделяют следующие: во-первых, бутылка с пунтом более устойчива по сравнению с бутылкой с плоским дном; во-вторых, наличие пунта делает бутылку более прочной; в-третьих, стеклодувы использовали механизм для удержания заготовки, и углубление от инструмента создавало пунт; наконец, пунт образует углубление, в котором может собираться винный осадок. Пунт также способствует равномерному распределению давления в бутылках с игристыми винами, что особенно важно для их сохранности.
Важным элементом винной бутылки является этикетка, компоненты и содержание которой регулируются отраслевыми или государственными стандартами. В частности, правила Европейского Союза для производителей вина предписывают размещение следующей информации на главной лицевой этикетке:
- указание страны происхождения;
- категория товара — обычно «Вино» для тихих вин (с оговоркой, что это не требуется для вин с указанием защищенного обозначения происхождения или защищенного географического указания);
- для вин с защищенным наименованием места происхождения (защищенным географическим указанием) дополнительно указывается соответствующая аббревиатура (например, AOC — Франция, DOCG — Италия), защищенное имя или традиционное наименование;
- данные производителя;
- номинальный объём;
- фактическая крепость алкоголя;
- список ингредиентов;
- данные о наличии аллергенов;
- энергетическая ценность (в килокалориях на 100 мл);
- срок годности для вин, прошедших процесс деалкоголизации..

## Основные формы винных бутылок

### Бордосская бутылка
Форма бутылок для знаменитых вин региона Бордо окончательно сформировалась к концу XIX века. Основными признаками этого вида является строгая цилиндрическая форма и довольно крутые округлые плечи. Высота горлышка бутылки составляет примерно 25 % от общей высоты сосуда. Бордоская бутылка довольно узкая, по сравнению с другими образцами, как правило, её диаметр лежит в диапазоне 7-8 сантиметров. Вина бордоского типа наиболее расположены к долгой выдержке, именно данный факт сформировал требования к форме бутылки, наиболее удобный при многорядном хранении в горизонтальном положении. Кроме того, крутые плечики бутылки помогали легче «ловить» осадок, характерный для данного типа вина, для предотвращения попадания его в бокал. Кроме тёмно-зелёного стекла для красных вин в настоящее время используется стекло различных оттенков коричневого, для белых вин — стекло более светлых тонов либо прозрачное. Наиболее распространённый тип бутылок в мире, в связи с расширением географии производства вин бордоского типа, в частности, даже производители кьянти в Италии практически полностью перешли на его использование, оставив традиционные фьяски лишь для дешёвых ординарных вариантов.

### Бургундская бутылка
Бургундский тип бутылок отличается чуть большим диаметром цилиндрической части — 8-9 сантиметров, но при этом более длинными и покатыми «плечиками». При сохранении стандартного объёма эта форма обуславливает меньшую высоту бургундской бутылки по сравнению с бордоской. Отсутствие в форме бутылки ступеньки, которая помогала бы улавливать осадок, объясняется особенностями бургундских вин, обладающих меньшей танинностью.

### Ронская и немецкая бутылки

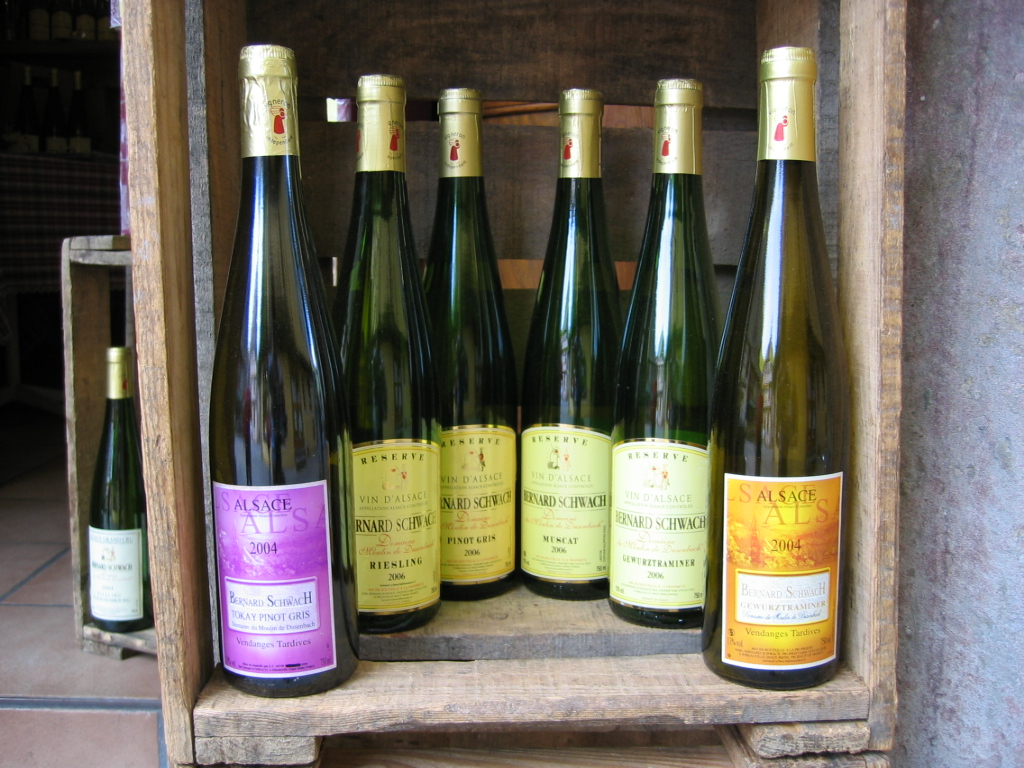
Бутылки эльзасского вина в форме флейты

Разновидностью бургундского типа бутылок является ронская бутылка, отличающаяся меньшим диаметром цилиндрической части и, следовательно, большей общей высотой. К этому же типу относятся ещё более вытянутые традиционные немецкие бутылки, высота которых при диаметре 7-8 сантиметров может достигать 35 сантиметров. Благодаря изящной линии покатых плеч, такой тип бутылок часто называют «флейтами». В XIX веке данный тип бутылок использовался как для белых, так и для красных вин. В настоящее время они ассоциируются преимущественно с белыми винами из Германии, французского Эльзаса и итальянского Южного Тироля.

### Английская бутылка
Хотя данная форма винных бутылок предназначена для креплёных вин юга Европы — испанского хереса, португальских портвейна и мадеры, сицилийской марсалы, она по праву носит имя английской по месту своего происхождения. Вина в Англию поставлялись морем в бочках и уже здесь разливались в бутылки. Изначально формы английских бутылок прошли весь путь эволюции, подобно своим континентальным аналогам — от шаровидных фляг до приземистых цилиндрических или имевших форму обратного усечённого конуса. Современная английская бутылка в целом повторяет основные черты бутылки из Бордо: прямая цилиндрическая форма тела, крутые округлые плечи для задержки осадка, тёмные янтарные или тёмно-зелёные цвета используемого стекла. Главным отличием является характерная бочкообразная форма горлышка английской бутылки. В настоящее время разлив знаменитых креплёных вин осуществляется по месту их производства, но производители продолжают придерживаться стандарта, заданного когда-то британцами.

### Бутылки под шампанское и другие игристые вина
Одна из особенностей шампанского, изобретенного в Шампани в середине XVII века, а также современных игристых вин, производимых по классическому французском способу — брожение вина в бутылках; для того чтобы выдерживать давление образующегося при брожении углекислого газа эти бутылки должны быть толстостенными.
Производство игристых вин доставило немало хлопот своим производителям в выборе формы и толщины стекла для бутылок. В цену вина закладывалась доля бутылок, взорвавшихся при хранении, и эта доля часто составляла половину всего ежегодного тиража. По мере перехода производства бутылок от кустарного к серийному удалось стабилизировать требуемую толщину стенок и её равномерность, что позволило выдерживать давление до 6 атмосфер. В целом форма шампанской бутылки повторяет форму бургундских бутылок с длинными покатыми плечами, но края горлышка имеют более выраженные утолщения для надёжной фиксации пробки. Эти усовершенствования позволили значительно снизить потери продукции и улучшить качество хранения игристых вин, что способствовало их популяризации и широкому распространению.

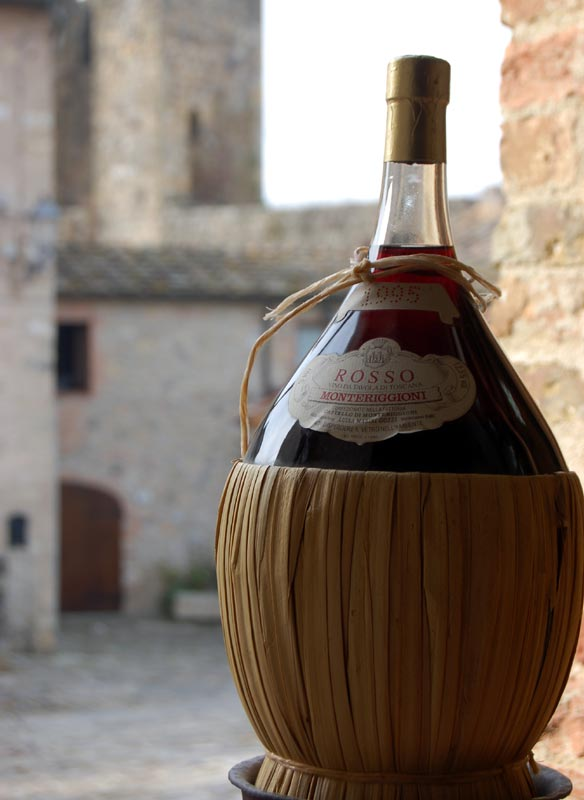
Кьянти, разлитое в традиционную фьяско
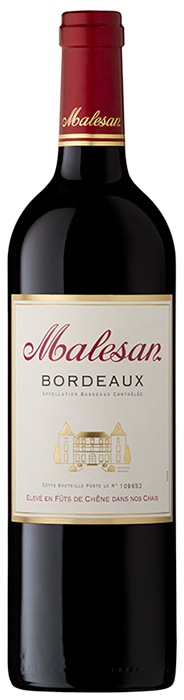
Образец бордо в типичной для региона бутылке
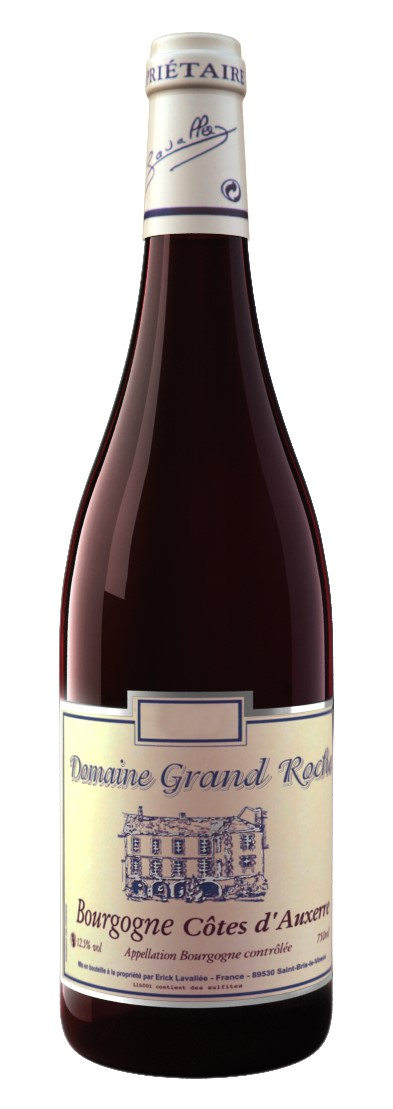
Бургундский тип бутылки
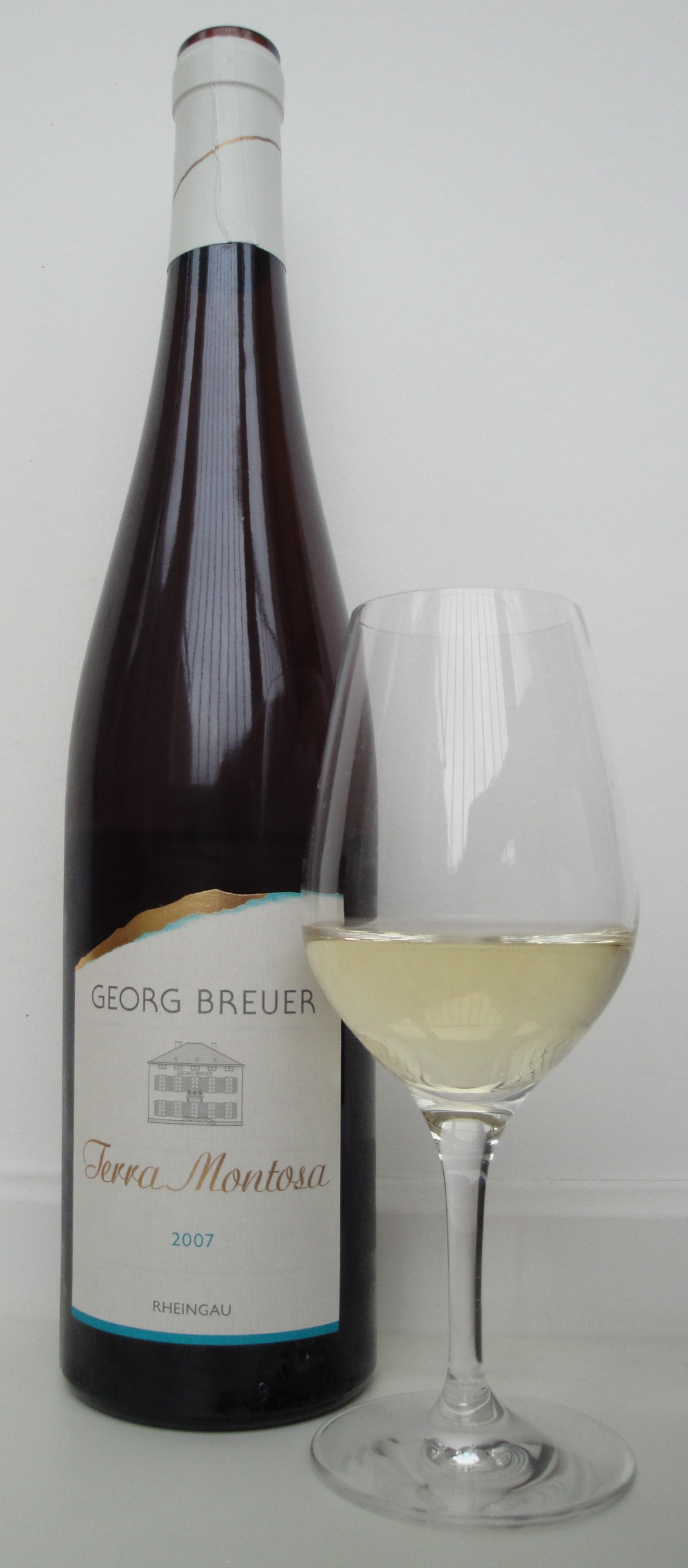
Немецкий тип бутылки
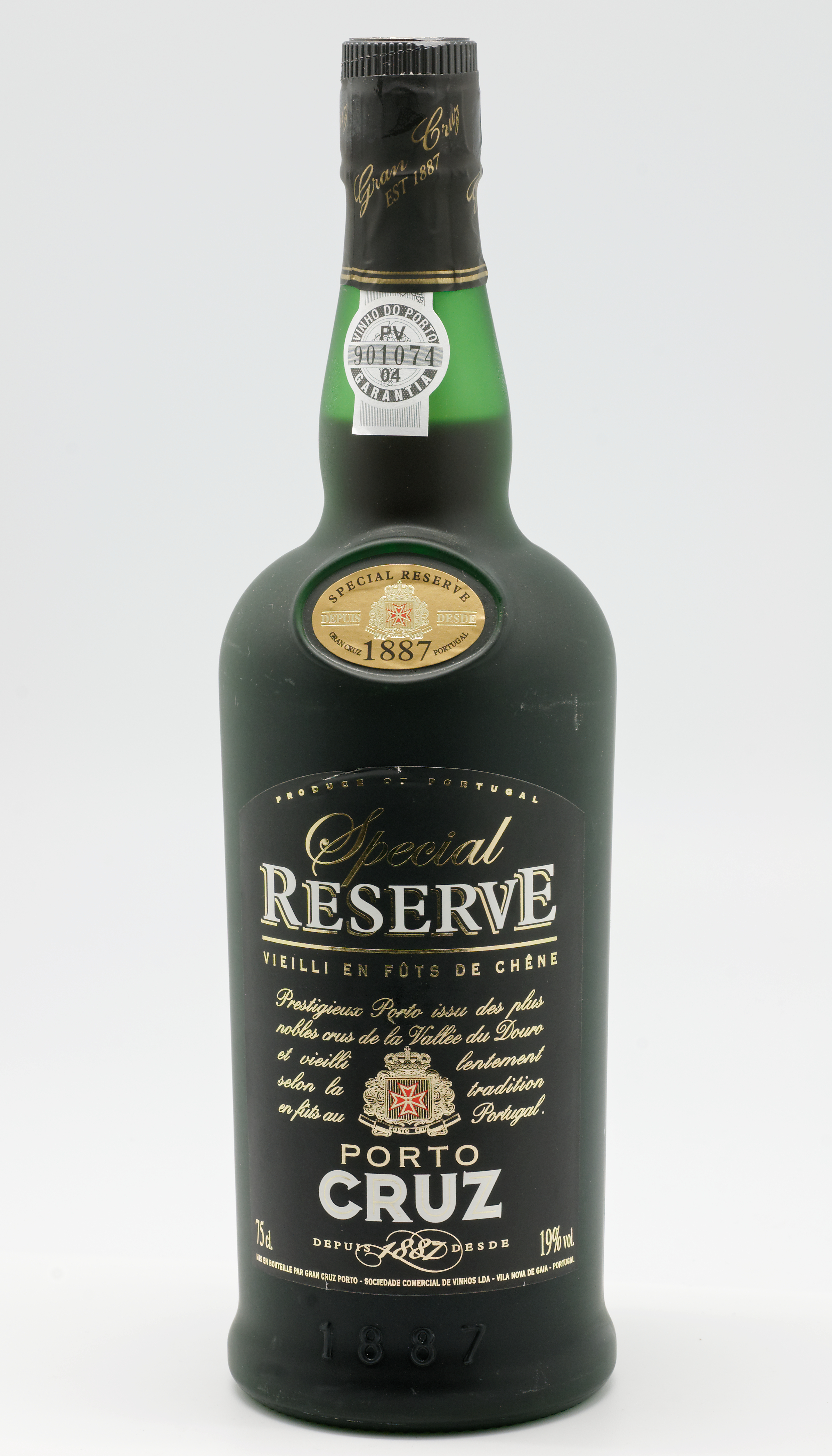
Английский тип бутылки
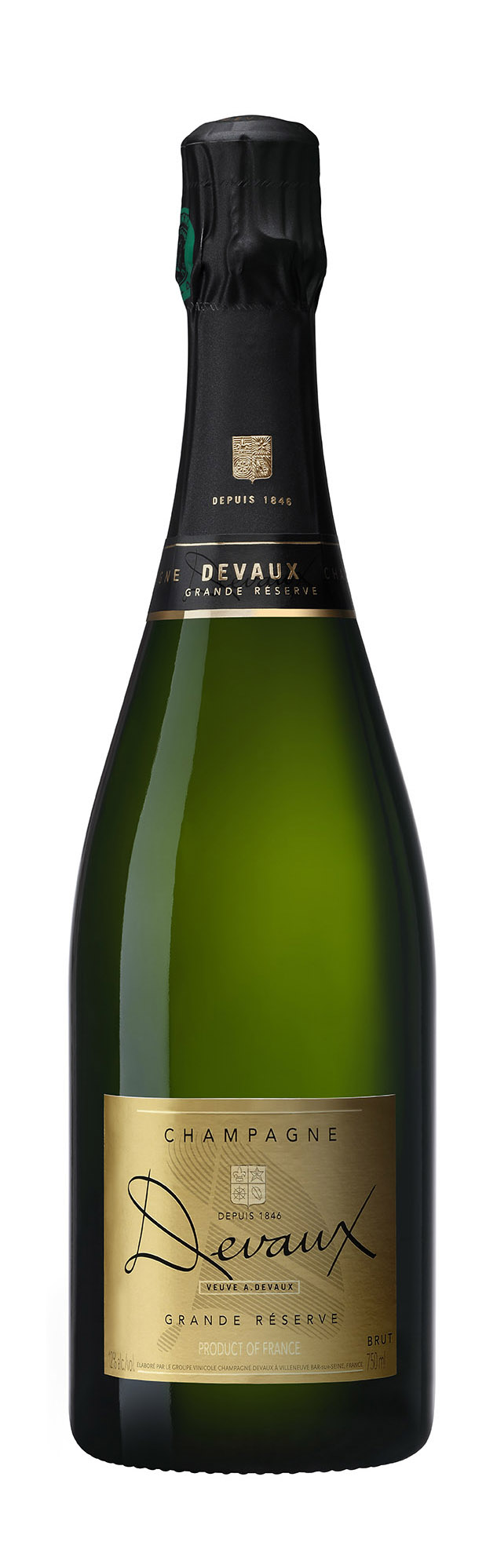
Бутылка шампанского

## Типы пробок для винных бутылок

### Натуральная пробка из коры пробкового дуба
Впервые пробки из коры пробкового дуба были применены для укупорки амфор с вином в Древнем Риме. Повторное «переоткрытие» использования коры для укупорки сосудов с вином произошло в XVIII веке, с началом применения стеклянных бутылок. Структура коры представляет собой водонепроницаемые эластичные соты, заполненные воздухом. Благодаря этому пористая кора обладает двумя важными свойствами — упругостью и высокими изоляционными свойствами. Воздухообмен вина и внешней среды через натуральную пробку не устраняется полностью, но крайне ограничен. Одним из немногих недостатков цельной натуральной пробки является вероятность наличия в её теле грибка — трихлоранизола или «пробки», способного «убить» вино, с этим связана традиция сомелье дать вино на пробу перед разлитием по бокалам. При долгом хранении бутылок в вертикальном положении пробка без контакта с вином высыхает, начинает крошиться и теряет герметичность.

### Клееная пробка из крошек коры пробкового дуба
Возможны варианты целиком клееных пробок или гибридов, в которых сверху и снизу устанавливаются цельные диски из коры. Клееные пробки исключают наличие пробкового грибка и имеют ряд других преимуществ перед цельными, но в глазах потребителя часто ассоциируются с дешёвым вином. Они также не обладают предсказуемым воздухообменом — могут быть как менее, так и более проницаемыми. Это не позволяет виноделам оценить потенциал вина, особенно подлежащего долгому хранению в бутылках.

### Пробки из синтетических материалов
Пробки из полимерных синтетических материалов обладают пористой структурой, схожей с натуральной пробкой. По определению, для них не существует опасности заражения пробковым грибком, они меньше подвержены высыханию и растрескиванию. Претензии к ним, как и ко всем изделиям из пластмасс, заключаются в загрязнении окружающей среды — они практически не подвержены разложению со временем, а в силу незначительных размеров мало кто заботится о сдаче их на переработку. Есть также нарекания по повышенному усилию, необходимому для их извлечения.

### Винтовые пробки
Закручивающиеся пробки состоят из металлической крышки и полимерного уплотнения. Это изобретение второй половины XX века получило широкое распространение среди винодельческих хозяйств Австралии, Новой Зеландии, Южной Америки, Южной Африки и Калифорнии. В последние годы винтовые пробки всё чаще применяются для укупорки европейских белых вин, особенно в Германии, Австрии и других странах. Хотя большинство производителей, использующих винтовые крышки, не имеют предубеждений по их применению для дешёвых или дорогих вин, существуют ограничения для вин, подлежащих продолжительной выдержке в бутылках. Экологи также выражают обеспокоенность по поводу загрязнения планеты, связанного с использованием винтовых пробок, включая ущерб, вызванный добычей глинозёма и выработкой электроэнергии для работы алюминиевых заводов.

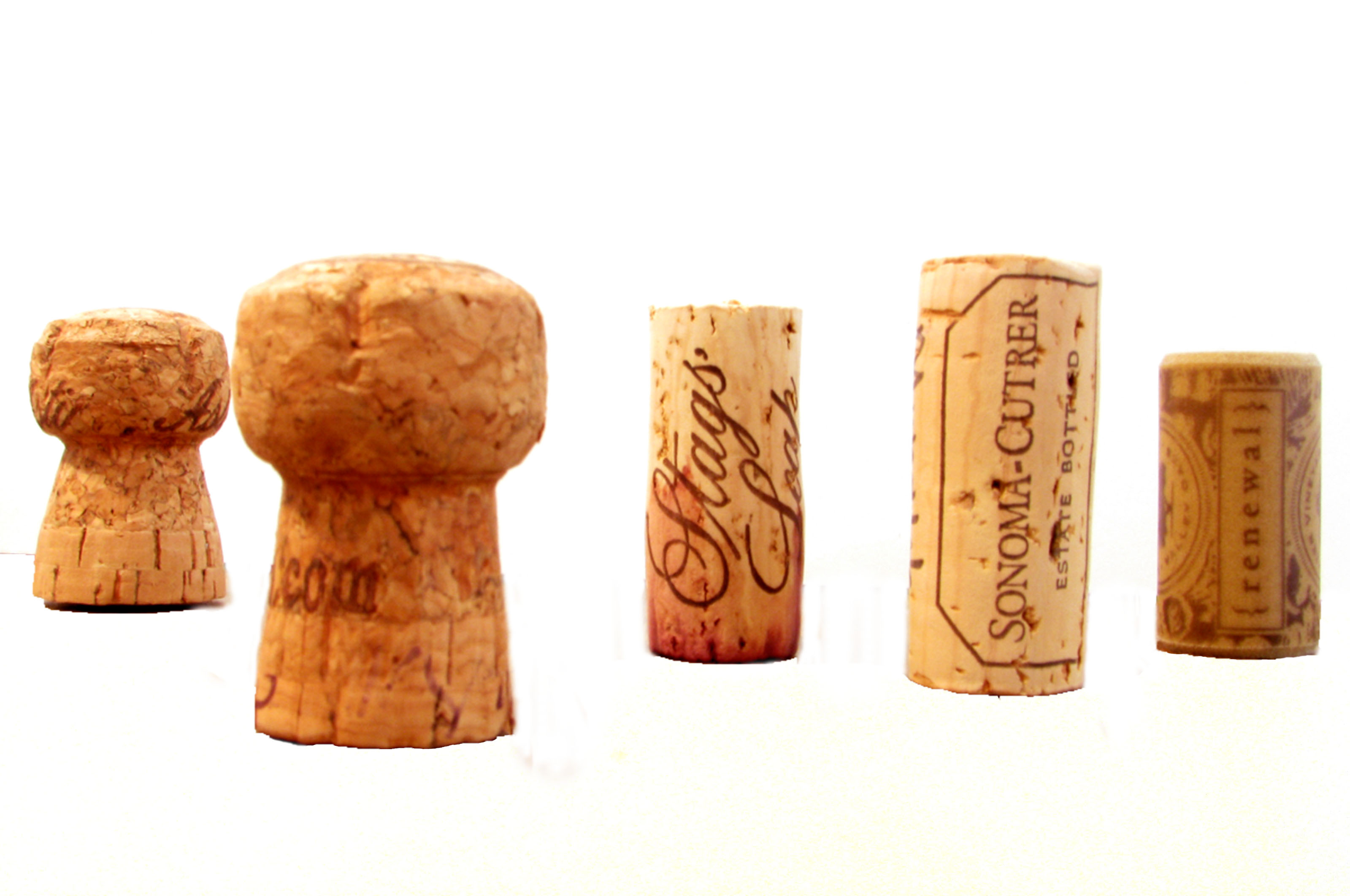
Варианты натуральных пробок
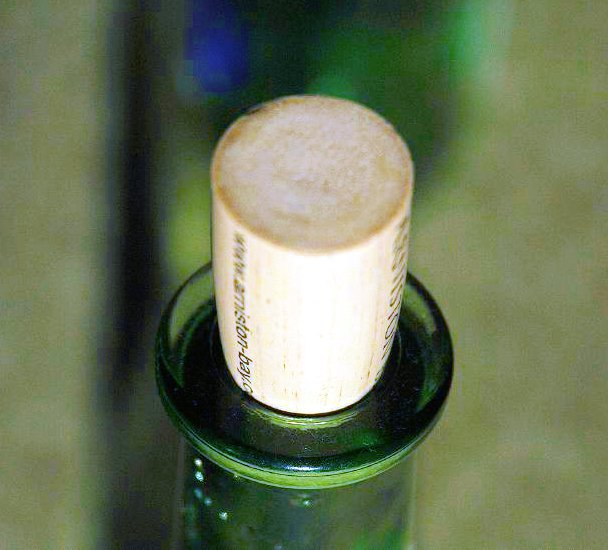
Синтетическая пробка
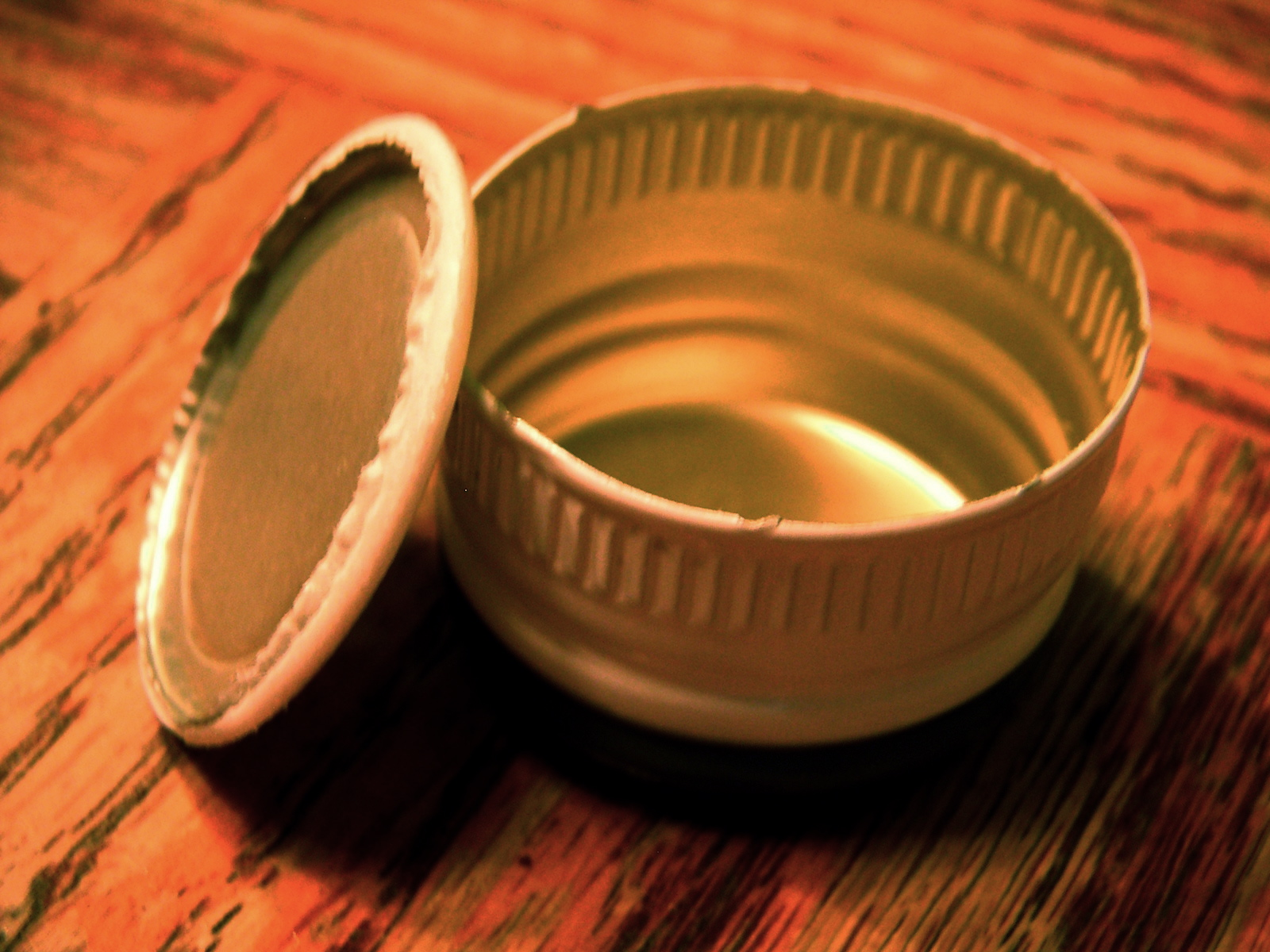
Винтовая пробка

## Размеры винных бутылок
Помимо традиционного размера винных бутылок ёмкостью 0,75 литра, производители широко используют также меньшие размеры. Наиболее популярным среди них является половинный размер объёмом 0,375 литра. Меньшие размеры винных бутылок, часто встречающиеся в мини-барах отелей или предлагаемые в полёте, становятся всё более популярными среди молодых потребителей. Традиционная бутылка объёмом 750 мл слишком велика для одной порции, особенно если речь идёт о дорогих премиальных винах. Кроме того, процесс окисления вина начинается сразу после открытия бутылки, поэтому использование меньших размеров более практично, если стандартная бутылка слишком велика.
Производство вина, разлитого в бутылки большего формата, значительно уступает по объёмам производству в стандартных бутылках ёмкостью 750 мл. Бутылки большего формата, как правило, требуют значительной доли ручной обработки, поскольку настройка стандартной линии разлива и упаковки под магнумы и другие крупные форматы редко возможна. Это увеличивает риск некачественной укупорки. Все эти факторы приводят к тому, что стоимость вина в бутылках большого формата значительно выше, чем стоимость того же объёма вина в стандартных бутылках. Спрос на вино в больших бутылках поддерживают коллекционеры и устроители торжественных мероприятий. Большие форматы бутылок не только впечатляют своим внешним видом, но и способствуют более медленному и равномерному созреванию вина благодаря меньшему соотношению воздуха к объёму вина и лучшей изоляции от температурных колебаний.
| Объём (в литрах) | Соотношение | Название             | Примечание                                                                                              | Для игристых вин | Бордосская | Бургундская |
| ---------------- | ----------- | -------------------- | --- | ---------------- | ---------- | ----------- |
| 0.1875           | 0.25        | Пикколо              | Четверть, сплит                                                                                         | Да               |            |             |
| 0.2              | 0.2667      | Quarter              | Используется для игристых вин                                                                           | Да               |            |             |
| 0.25             | 0.33        | Шопен                | Традиционный размер французских виноделов                                                               |                  | Да         |             |
| 0.375            | 0.5         | Деми                 | Половина, половинная                                                                                    | Да               | Да         | Да          |
| 0.5              | 0.67        | Пол-литровая         | Используется для токайских вин, хереса, некоторых сладких вин                                           | Да               |            |             |
| 0.750            | 1           | Стандартная          | | Да               | Да         | Да          |
| 1.0              | 1.33        | Литровая             | Популярна у австрийских виноделов                                                                       |                  |            |             |
| 1.5              | 2           | Магнум               | | Да               | Да         | Да          |
| 2.25             | 3           | Мэри Джейн           | Используется для портвейнов                                                                             |                  | Да         |             |
| 3.0              | 4           | Двойной магнум       | | Да               | Да         | Да          |
| 3.0              | 4           | Иеровоам             | По имени легендарного библейского царя, для вин из Бордо — 4,5 литра, для Бургундии и Шампани — 3 литра | Да               |            | Да          |
| 4.5              | 6           | Иеровоам             | По имени легендарного библейского царя, для вин из Бордо — 4,5 литра, для Бургундии и Шампани — 3 литра |                  | Да         |             |
| 4.5              | 6           | Ровоам               | По имени легендарного библейского царя                                                                  | Да               |            | Да          |
| 6.0              | 8           | Мафусаил             | По имени легендарного библейского долгожителя                                                           | Да               |            | Да          |
| 9.0              | 12          | Салманасар           | По имени царя Ассирии                                                                                   | Да               | Да         | Да          |
| 12.0             | 16          | Балтазар             | По имени одного из трёх новозаветных волхвов                                                            | Да               | Да         | Да          |
| 15.0             | 20          | Навуходоносор        | По имени легендарного царя Вавилона                                                                     | Да               | Да         | Да          |
| 18.0             | 24          | Мельхиор             | По имени одного из трёх новозаветных волхвов                                                            | Да               | Да         | Да          |
| 20.0             | 26          | Соломон              | По имени легендарного царя Израиля                                                                      | Да               |            |             |
| 26.25            | 35          | Соверен (суверен)    | | Да               |            |             |
| 27.0             | 36          | Примат или Голиаф    | | Да               | Да         |             |
| 30.0             | 40          | Мелхиседек или Мидас | | Да               |            |             |

Самая большая в мире винная бутылка была изготовлена швейцарским стеклодувом по имени Франц Хуг из Хергисвиля (её высота 153 сантиметра и она вмещает сто одиннадцать литров вина).

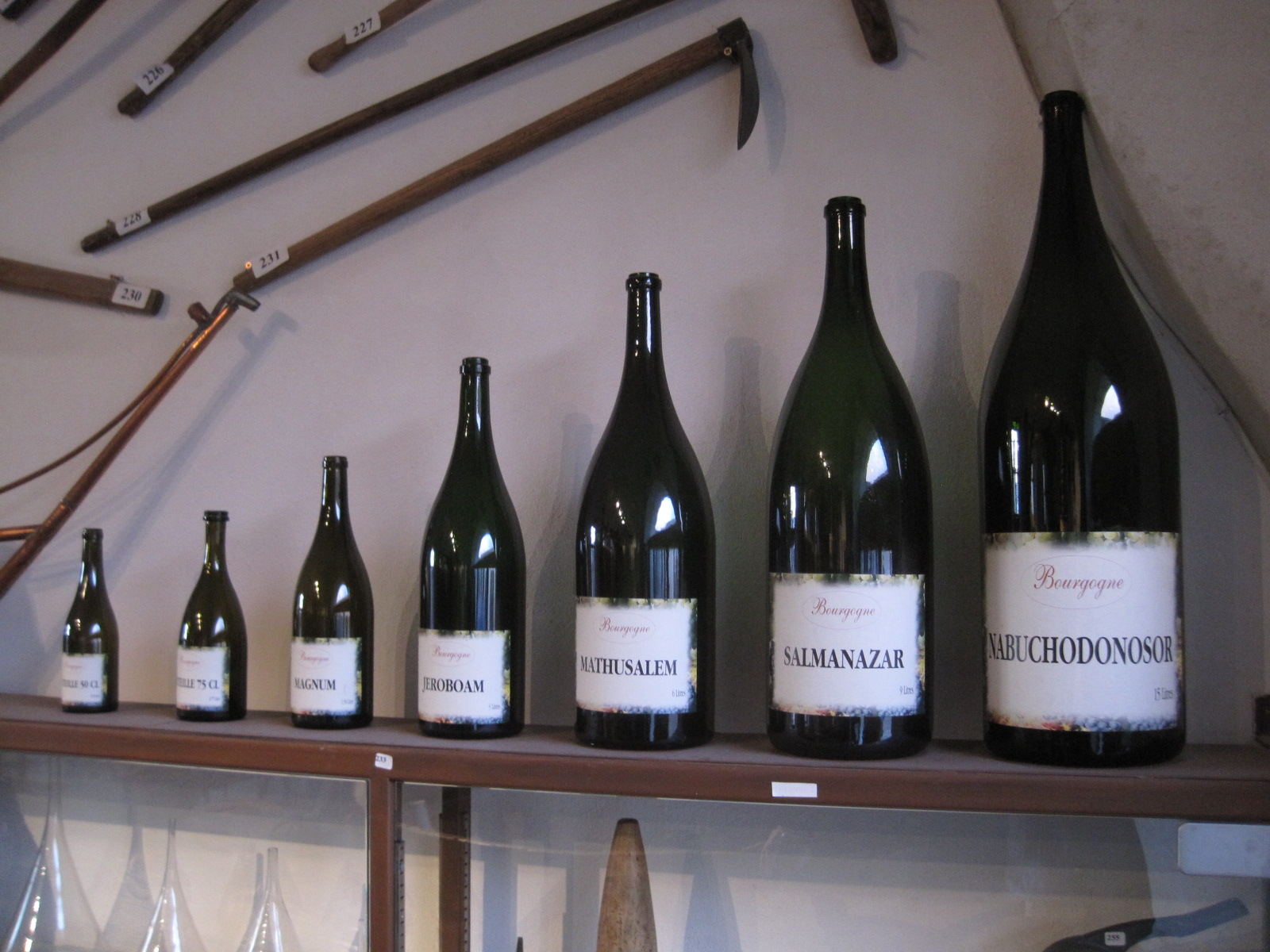
Линейка размеров бутылок для вина одного из хозяйств Бургундии
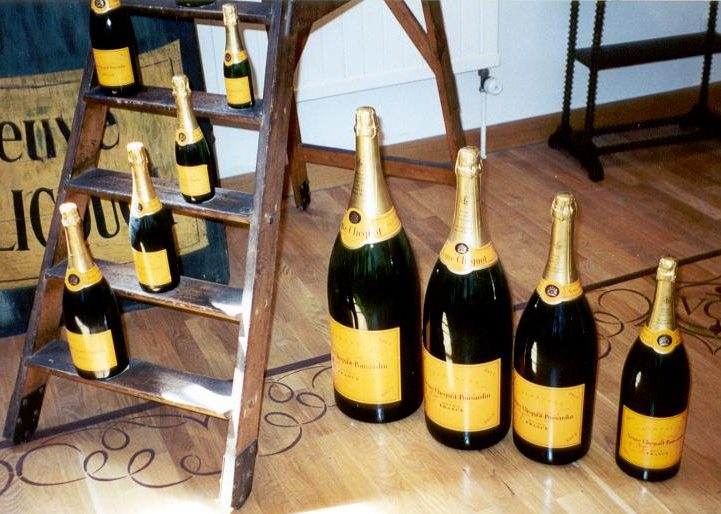
Размерная линейка шампанского Veuve Clicquot